# 圣艾蒂安沙托克勒站
圣艾蒂安沙托克勒站是法国的一个铁路车站，位于法国东南部城市，卢瓦尔省的省会圣艾蒂安。

## 位置
圣艾蒂安沙托克勒站位于圣艾蒂安市区东部，海拔大约513米，莫雷－里昂铁路502.545公里处，距离圣艾蒂安市政府（Mairie）的直线距离大约800米。车站呈东西走向，开口朝南，门口有有轨电车线路和公交可连接市区，西侧则为大型综合停车楼。

## 车站地位
圣艾蒂安沙托克勒站是圣艾蒂安最大的火车站，所有经过圣艾蒂安市区范围内的列车均要停靠该站。
除了沙托克站外，圣艾蒂安市区还有四个带有通勤功能的火车站，其中包括沙托克站在内四个均位于里昂—圣艾蒂安—勒皮一线的铁路线上。由东向西以次为：圣艾蒂安沙托克勒站（Gare Saint-Étienne-Châteaucreux）、圣艾蒂安卡尔诺站（Gare de Saint-Étienne-Carnot）、圣艾蒂安勒克拉皮尔站（Gare de Saint-Étienne Le Clapier）和圣艾蒂安美景站（Gare de Saint-Étienne-Bellevue）。此外，还有一个是圣艾蒂安平台站（Gare de Saint-Étienne-Terrasse），位于圣艾蒂安沙托克勒站的北部，向北前往蒙布里松和罗阿讷方向的铁路通过该站。

## 停靠线路
以下列车线路在圣艾蒂安沙托克勒站停靠：
| 圣艾蒂安沙托克勒站列车线路表      |      |                       |                          |              |
| 线路                              | 车种 | 上一站                | 下一站                   | 大致运行频率 |
| 圣艾蒂安—巴黎                     | TGV  | （起点）              | 里昂帕丢                 | 每天2~4趟    |
| 圣艾蒂安—里昂/昂贝略              | TER  | （起点）              | 圣沙蒙                   | 每天20趟左右 |
| 菲尔米尼/圣艾蒂安—里昂帕丢/佩拉什 | TER  | 圣艾蒂安卡诺/（起点） | 圣沙蒙                   | 每天15趟左右 |
| 勒皮—圣艾蒂安/里昂帕丢/佩拉什     | TER  | 圣艾蒂安卡诺          | （终点）/圣沙蒙/里昂帕丢 | 每天7趟左右  |
| 罗阿讷—圣艾蒂安                   | TER  | 圣艾蒂安平台          | （终点）                 | 每天12趟左右 |
| 博厄恩/蒙布里松—圣艾蒂安          | TER  | 圣艾蒂安平台          | （终点）                 | 每天2~7趟    |
| 1.                                |      |                       |                          |              |

## 配套交通

### 长途客车
| 停靠圣艾蒂安沙托克勒站的大巴车 |                                                                                              | |
| 上下车地点                     | 运营单位                                                                                     | 主要线路及目的地 |
| 圣艾蒂安沙托克勒站 门口        | Flixbus                                                                                      | - 巴黎 · 蒙塔日 · 讷韦尔 · 穆兰 - 日内瓦 · 阿讷西 · 尚贝里 · 格勒诺布尔 - 克莱蒙费朗 · 佩里格 · 波尔多 - 瓦朗斯 · 普罗旺斯地区艾克斯 · 马赛 |
| 圣艾蒂安沙托克勒站 门口        | Isilines                                                                                     | 巴黎 |
| 圣艾蒂安沙托克勒站 门口        | Ouibus                                                                                       | 巴黎 · 布尔日 · 克莱蒙费朗 |
| 圣艾蒂安沙托克勒站 门口        | TIL                                                                                          | 103：里瓦 · 沃什 · 里昂附近沙泽勒 · 夸斯河畔圣辛佛里安 105：屈济厄 · 蒙特龙莱班 · 马尔克洛 · 巴勒比尼 106：拉富伊卢斯 · 圣于-圣朗贝尔 · 尚布勒 107：昂德雷济厄布泰翁 · 圣于-圣朗贝尔 111：圣西普里安 · 邦松 · 叙里勒孔塔勒 · 圣罗曼勒皮 · 蒙布里松 120：昂德雷济厄布泰翁 · 圣马瑟兰 · 吕里耶克 · 圣博内勒沙托· 埃斯提瓦雷伊 · 于松昂福雷 · 阿尔宗河畔克拉蓬 |
| 圣艾蒂安沙托克勒站 门口        | - 蒂耶尔 · 克莱蒙费朗 - 当某条铁路线施工或罢工时，SNCF可能也会提供途径该线路沿途站点的大巴车 | |
| 1. 2. 3. 4.                    |                                                                                              | |

### 城市公共交通
| 圣艾蒂安沙托克勒站附近的市内公共交通线路 |                                          | |
| 公交车站名称                             | 位置                                     | 停靠线路 |
| 沙托克火车站                             | 圣艾蒂安沙托克勒站正前方 有轨电车站台    | T2：圣艾蒂安-沙托克火车站 ↔ 圣艾蒂安-平台 T3：圣艾蒂安-沙托克火车站 ↔ 圣艾蒂安-美景 |
| 沙托克火车站                             | 圣艾蒂安沙托克勒站正前方 公交起讫站      | M4：圣艾蒂安-沙托克火车站 ↔ 圣艾蒂安-美景 14：圣艾蒂安-沙托克火车站 ↔ 索尔比耶-大街区 29：圣艾蒂安-沙托克火车站 ↔ 圣沙蒙-风车广场 83：圣艾蒂安-沙托克火车站 ↔ 索尔比耶-曼德拉                                                      |
| 沙托克火车站                             | 圣艾蒂安沙托克勒站以南500米 普通公交站台 | M3：圣艾蒂安-黑土地 ↔ 圣艾蒂安-科通讷 M5：圣艾蒂安-紫色广场 ↔ 里夫德吉耶-希皮耶广场 11：圣艾蒂安-工程师学校 → 圣艾蒂安-紫色广场 12：圣艾蒂安-上维勒伯夫 → 维拉尔-美境 16：圣让博讷丰-科技园 ↔ 圣普里耶昂雅雷 - 西蒙娜·薇伊高级中学 |
| 沙托克火车站                             | 1. 2.                                    | |

### 社会车辆
圣艾蒂安沙托克勒站门口设有社会车辆停车场。

## 临近车站
| 圣艾蒂安站（Gare de Saint-Étienne-Châteaucreux） |                            |                   |
| 上行车站                                         | 线路                       | 下行车站          |
| 圣艾蒂安平台站 2.9km ←                           | 莫雷－里昂铁路             | 圣沙蒙站 → 11.3km |
| 圣艾蒂安卡诺站 1.2km ←                           | 圣乔治多拉克－圣艾蒂安铁路 | （终点）          |